# Ciclismo nos Jogos Europeus de 2015 - Cross-country masculino
A competição masculina de cross-country do ciclismo nos Jogos Europeus de 2015, em Baku, ocorreu no dia 13 de junho.

## Calendário
Horário de verão do Azerbaijão (UTC+5).
| Data        | Horário | Fase  |
| ----------- | ------- | ----- |
| 13 de junho | 20:00   | Final |

## Medalhistas
| Ouro   | SUI Nino Schurter   |
| Prata  | SUI Lukas Fluckiger |
| Bronze | SUI Fabian Giger    |

## Resultado
| Pos.              | Atleta                    | Nação                    | Tempo   |
| ----------------- | ------------------------- | ------------------------ | ------- |
| Medalha de ouro   | Nino Schurter             | SUI Suíça                | 1:41:04 |
| Medalha de prata  | Lukas Fluckiger           | SUI Suíça                | 1:41:17 |
| Medalha de bronze | Fabian Giger              | SUI Suíça                | 1:41:37 |
| 4                 | Gerhard Kerschbaumer      | ITA Itália               | 1:42:50 |
| 5                 | Ondřej Cink               | CZE Chéquia              | 1:43:38 |
| 6                 | Sergio Mantecón Gutiérrez | ESP Espanha              | 1:43:59 |
| 7                 | Carlos Coloma Nicolás     | ESP Espanha              | 1:44:08 |
| 8                 | Maxime Marotte            | FRA França               | 1:44:28 |
| 9                 | Marco Aurelio Fontana     | ITA Itália               | 1:45:11 |
| 10                | David Rosa                | POR Portugal             | 1:45:12 |
| 11                | Martin Loo                | EST Estônia              | 1:46:21 |
| 12                | Marek Konwa               | POL Polônia              | 1:47:36 |
| 13                | Jordan Sarrou             | FRA França               | 1:48:16 |
| 14                | Gregor Raggl              | AUT Áustria              | 1:48:16 |
| 15                | Matthias Wengelin         | SWE Suécia               | 1:48:17 |
| 16                | Sergji Rysenko            | UKR Ucrânia              | 1:48:37 |
| 17                | Zsolt Juhasz              | HUN Hungria              | 1:48:56 |
| 18                | Shlomi Haimy              | ISR Israel               | 1:49:18 |
| 19                | Arnis Petersons           | LAT Letônia              | 1:50:04 |
| 20                | Emil Lindgren             | SWE Suécia               | 1:51:00 |
| 21                | Hugo Drechou              | FRA França               | 1:51:33 |
| 22                | Christian Helmig          | LUX Luxemburgo           | 1:51:38 |
| 23                | Sven Nys                  | BEL Bélgica              | 1:52:31 |
| 24                | Sondre Kristiansen        | NOR Noruega              | LAP     |
| 25                | Abdulkadir Kelleci        | TUR Turquia              | LAP     |
| 26                | Frantisek Lami            | SVK Eslováquia           | LAP     |
| 27                | Dimitrios Antoniadis      | GRE Grécia               | LAP     |
| 28                | Michal Lami               | SVK Eslováquia           | LAP     |
| 29                | Anders Bregnhoj Jensen    | DEN Dinamarca            | LAP     |
| 30                | Gregor Krajnc             | SLO Eslovênia            | LAP     |
| 31                | Jukka Vastaranta          | FIN Finlândia            | LAP     |
| 32                | Filip Turk                | CRO Croácia              | LAP     |
| 33                | Lucian Logigan            | ROU Romênia              | LAP     |
| 34                | Andreas Miltiadis         | CYP Chipre               | LAP     |
| 35                | Demir Mulic               | MNE Montenegro           | LAP     |
| 36                | Aleksa Crncevic           | BIH Bósnia e Herzegovina | LAP     |
| 37                | Besik Gavasheli           | GEO Geórgia              | LAP     |
| 38                | Agshin Ismayilov          | AZE Azerbaijão           | LAP     |
|                   | José Antonio Hermida      | ESP Espanha              | DNF     |
|                   | Michiel van der Heijden   | NED Países Baixos        | DNF     |
|                   | Andrea Tiberi             | ITA Itália               | DNF     |
|                   | Jeff Luyten               | BEL Bélgica              | DNF     |
|                   | Orkhan Mammadov           | AZE Azerbaijão           | DNF     |
| Fonte: Baku 2015  |                           |                          |         |